# Mindelaltheim
Mindelaltheim ist ein Ortsteil der Gemeinde Dürrlauingen im nördlichen Landkreis Günzburg in Bayerisch-Schwaben.

## Geographie und Geologie

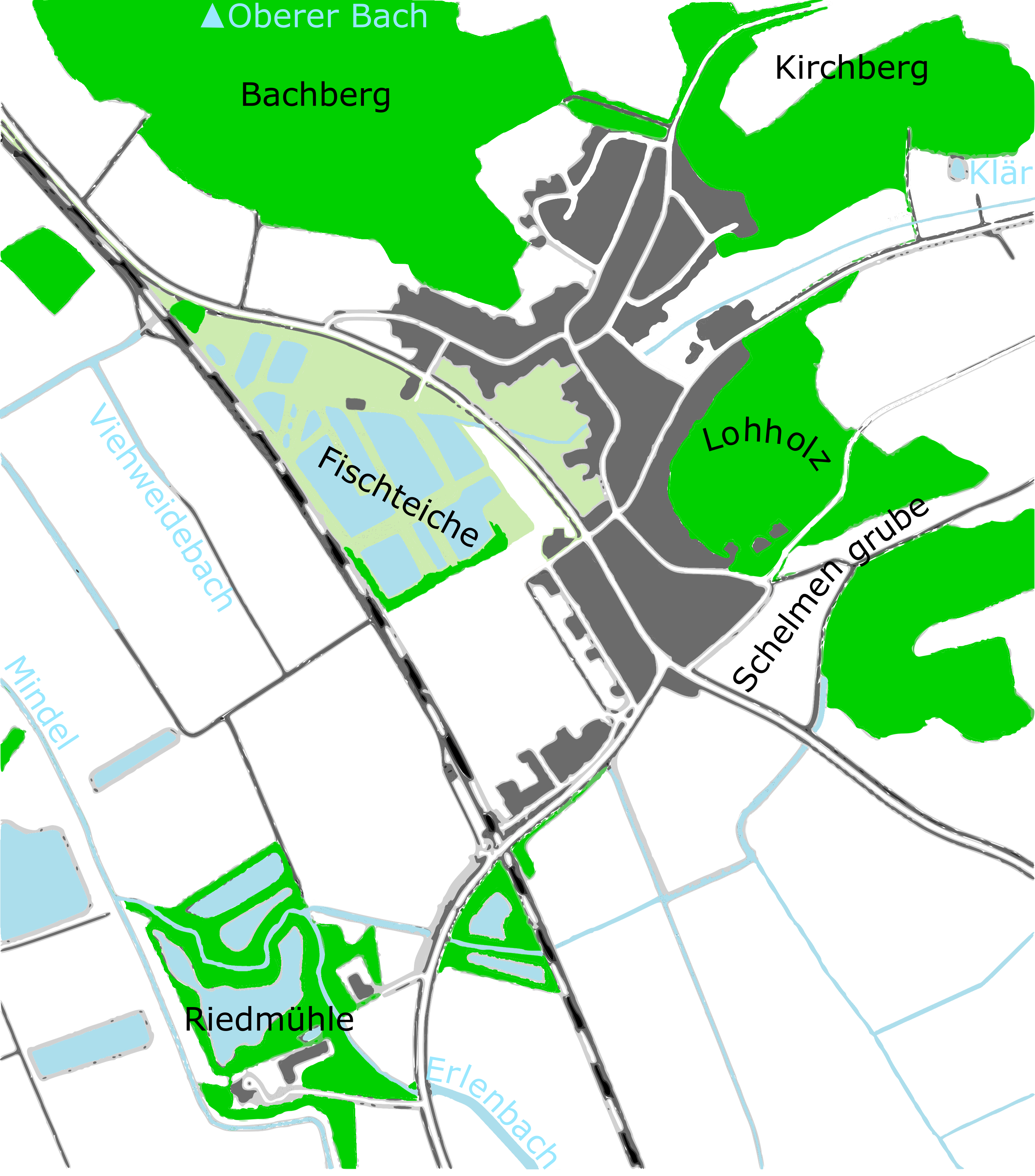
Schematische Karte von Mindelaltheim und Umgebung (Maßstab circa 1:15 000)
bebautes Gebiet
Wald
Grünflächen und Wiesen
Gewässer

### Naturräumliche Gliederung
Naturräumlich liegt Mindelaltheim auf der Haupteinheit Iller-Lech-Schotterplatten, nämlich an der Grenze zwischen östlichem Mindeltal und Zusamplatte.

#### Mindeltal
Die Mindel zieht mit geringem Gefälle in Süd-Nord-Richtung rund einen Kilometer westlich des Ortskerns vorbei. Der heute begradigte und eingedämmte Fluss befand ursprünglich jedoch näher am Dorf. Das Mindeltal ist auf der Höhe Mindelaltheims weit und eben (circa 440 bis 450 m ü. NHN), so dass der Blick bis ins benachbarte Burgau reicht. Seine Form rührt wesentlich vom Schmelzwasser- und Schottertransport während der quartären Kalt-Warm-Zeiten her. Heute lagern jedoch jüngere Anschwemmungen auf diesen Schotterschichten. Ein Streifen beim Übergang zur Zusamplatte, wo Gletschermolasse aus dem Tertiär zu Tage tritt, bildet hier eine Ausnahme.
Im Tal wird Landwirtschaft betrieben, so dass aufgrund des hohen Grundwasserspiegels ein Netz von Entwässerungsgräben die Landschaft prägt. Neben der Bahnlinie sind es vor allem Wiesen und kleinere Baumgruppen, welche das Mindeltal zeichnen, wenngleich auch sumpfig-moorige Gebiete vorzufinden sind. Die dortige Torfgewinnung im 19. Jahrhundert führte westlich von Mindelaltheim zur Entstehung von Gruben, die heute als Fischteiche genutzt werden. Dass sich Nahe der Offinger Gemarkung zwei Weiher befinden, ist dem Kiesabbau geschuldet.

#### Zusamplatte
Die Zusamplatte, also der Osten des Gebiets um Mindelaltheim, wurde vorwiegend durch Aufschüttung des tertiären Süßwassertrogs mit Molasse gebildet. Im Quartär wurde sie schließlich von Schmelzwasser geformt. An den Hängen der Platte ist diese Hügellandschaft oftmals bewaldet, was normalerweise auf eine schotterig-kiesige Bodenqualität zurückzuführen ist. Erst weiter östlich, auf der relativ ebenen Landschaft Richtung Dürrlauingen (circa 500 bis 510 m ü. NHN), findet sich fruchtbarer Löß, welcher Ackerbau begünstigt.
Es ist möglich, die Landschaft der Zusamplatte bei Mindelaltheim genauer zu untergliedern. Dabei können drei in Ost-West-Richtung verlaufenden Hügelformationen ausgemacht werden, die von zwei Senken „eingeschnitten“ werden. Im Norden befindet sich die aus Sallerberg, Bachberg und Kirchberg bestehende Hügelkette auf deren relativ planen Rücken – Salach genannt – sich das Wasserschutzgebiet der Schnuttenbacher Quellen befindet, aus welchen der Untere Bach entspringt. Nach Süden gehen diese Höhenzüge in ein Tal über, in dem der Dorfbach in die Fischteiche rinnt und sich der Ortskern von Mindelaltheim befindet. Wiederum begrenzt wird dieses Tal durch weitere Hügelformationen, denen sich die Schelmengrube als zweite Senke anschließt. Auch in ihrer Mitte fließt ein kleines Gewässer.

### Gemarkung
An der Heilig-Kreuz-Kirche führt die Gemarkungsgrenze entlang der Kreisstraße GZ 11 nach Südwesten – also in Richtung Burgau – ungefähr bis zur Riedmühle. Von dort aus führt sie nach Norden und macht sich die Mindel als Grenze zu Eigen. Circa 350 Meter südlich des Offinger Lüßhofes biegt sie nach Nordosten ab und trifft somit auf den Unteren Bach, entlang dessen Verlauf die Grenze dann die Wäldern zwischen Mindelaltheim und Schnuttenbach durchschneidet. Bei den Feldern auf dem Dürrlauinger Plateau nimmt die sie dann einen eher südlichen Lauf, bis sie westlich der ehemaligen Kläranlage vorbeizieht und anschließend fast bis zum Siedlungsrand Dürrlauingens wieder der GZ 11 folgt. Im Folgenden führt sie weiter nach Süden bis zu jenem Feldweg, der sich im Tal der Schelmengrube befindet. Diesem folgt sie bis zur Staatsstraße 2025. Mit dieser Straße geht die Grenze bis zur bereits genannten Kirche.

### Riedmühle
Die Einöde Riedmühle liegt südöstlich von Mindelaltheim an der Mindel, nahe der Mündung des Erlenbachs, und wurde 1361 zum ersten Mal urkundlich erwähnt. Die Bezeichnung leitet sich vom mittelhochdeutschen Begriff riet ab, der einen „mit Sumpfgras bewachsene[n] Grund“ beschreibt. Der Namensbestandteil -mühle verweist auf eine Öl- und Mehlmühle – letztgenannte war bis in die 1960er Jahre in Gebrauch. Seit 1912 erzeugt ein Wasserkraftwerk an der Riedmühle Elektrizität, wozu die Mindel angestaut wird. Die gewonnene Energie betrieb unter anderem eine Pumpe, welche Burgau mit Trinkwasser versorgte.
Die Riedmühle wurde erst Anfang des 19. Jahrhunderts dem Königreich Bayern zugesprochen und nach Mindelaltheim eingemeindet. Vorher gehörte sie herrschaftlich zum Lehen Landensberg, das wiederum in markgrafschaftlich-burgauischem Besitz war; bis 1834 blieb sie Bestandteil der Pfarrgemeinde Dürrlauingen.

### Nachbarorte
Es folgt eine Darstellung der Nachbarorte des Dorfes. Die Längenangaben beziehen sich hierbei auf die Distanz der jeweiligen Ortskerne und sind stets gerundet.
| Offingen 3,7 km                       | Schnuttenbach (Gemeinde Offingen) 2,2 km    |                                            |
| Remshart (Gemeinde Rettenbach) 2,7 km | Kompassrose, die auf Nachbargemeinden zeigt | Dürrlauingen 1,6 km                        |
|                                       | Burgau 3,7 km                               | Mehrenstetten (Gemeinde Haldenwang) 1,2 km |

## Klima
|                        | Jan  | Feb  | Mär  | Apr  | Mai  | Jun  | Jul  | Aug  | Sep  | Okt  | Nov | Dez  |   |      |
| Mittl. Temperatur (°C) | 1,2  | 0,2  | 3,9  | 8,1  | 12,4 | 15,7 | 17,5 | 16,9 | 13,9 | 8,8  | 3,5 | −0,1 | ⌀ | 8,5  |
| Mittl. Tagesmax. (°C)  | 1,5  | 3,5  | 8,2  | 13,0 | 17,6 | 20,9 | 22,8 | 22,2 | 19,1 | 13,5 | 6,5 | 2,4  | ⌀ | 12,6 |
| Mittl. Tagesmin. (°C)  | −3,8 | −3,1 | −0,4 | 3,2  | 7,2  | 10,6 | 12,3 | 11,7 | 8,8  | 4,5  | 0,6 | −2,6 | ⌀ | 4,1  |
|                        |      |      |      |      |      |      |      |      |      |      |     |      |   |      |
| Niederschlag (mm)      | 49   | 45   | 45   | 58   | 82   | 101  | 94   | 90   | 64   | 52   | 53  | 52   | Σ | 785  |

| −3,8 |

| −3,1 |

| −0,4 |

| 3,2 |

| 7,2 |

| 10,6 |

| 12,3 |

| 11,7 |

| 8,8 |

| 4,5 |

| 0,6 |

| −2,6 |

| −3,8 |

| −3,1 |

| −0,4 |

| 3,2 |

| 7,2 |

| 10,6 |

| 12,3 |

| 11,7 |

| 8,8 |

| 4,5 |

| 0,6 |

| −2,6 |

## Flora

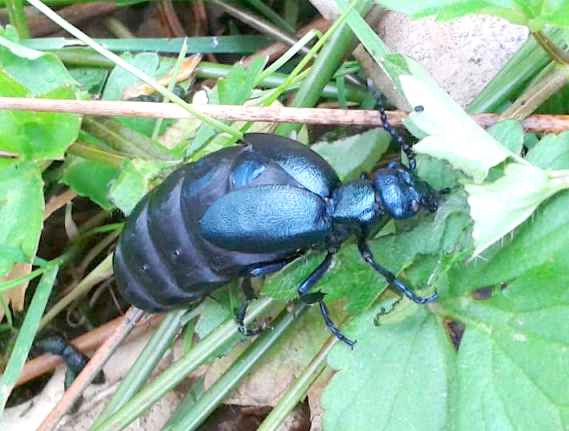
Exemplar des Schwarzblauen oder Violetten Ölkäfers in einem Waldstück bei Mindelaltheim. Beide Arten sind in Bayern als gefährdet eingestuft.

Die Waldungen auf den Hügeln der Zusamplatte liegen am Rand des Naturparks Westliche Wälder. Deren ursprüngliche Mischwälder wurden bereits in den letzten Jahrhunderten zum großen Teil von Fichten-Monokulturen verdrängt. Ausnahmen bilden beispielsweise mesophile Waldbiotope, wie etwa ein auf dem Kirchberg – wo unter anderem Eichen, Hainbuchen, Birken und einige Buchen nachgewiesen sind – oder im Tal der Schelmengrube, wo Schwarzerlen und Eschen wachsen. Im Mindeltal lassen sich dagegen Auwaldfragmente (oftmals mit Weiden) finden. Röhrichte, Brennsesselarten, Schilf und Rohrglanzgras herrschen als Begleitvegetation der Gewässer des Mindeltals, aber auch des Dorfbaches, vor. Feldhecken und -gehölze, dominiert von Schlehen und Haseln, wachsen bei den Stufenäckern im Tal des Dorfbachs und in der Schlemengrube. Außerdem finden sich in der Ortsflur an einzelnen Stellen Altgrasbestände, oft geprägt von den im Landkreis seltenen Salbei-Glatthaferwiesen. Im Übrigen sind bei Mindelaltheim die in Bayern gefährdete Fuchs-Segge und das stark gefährdete Sand-Veilchen nachgewiesen.

## Fauna

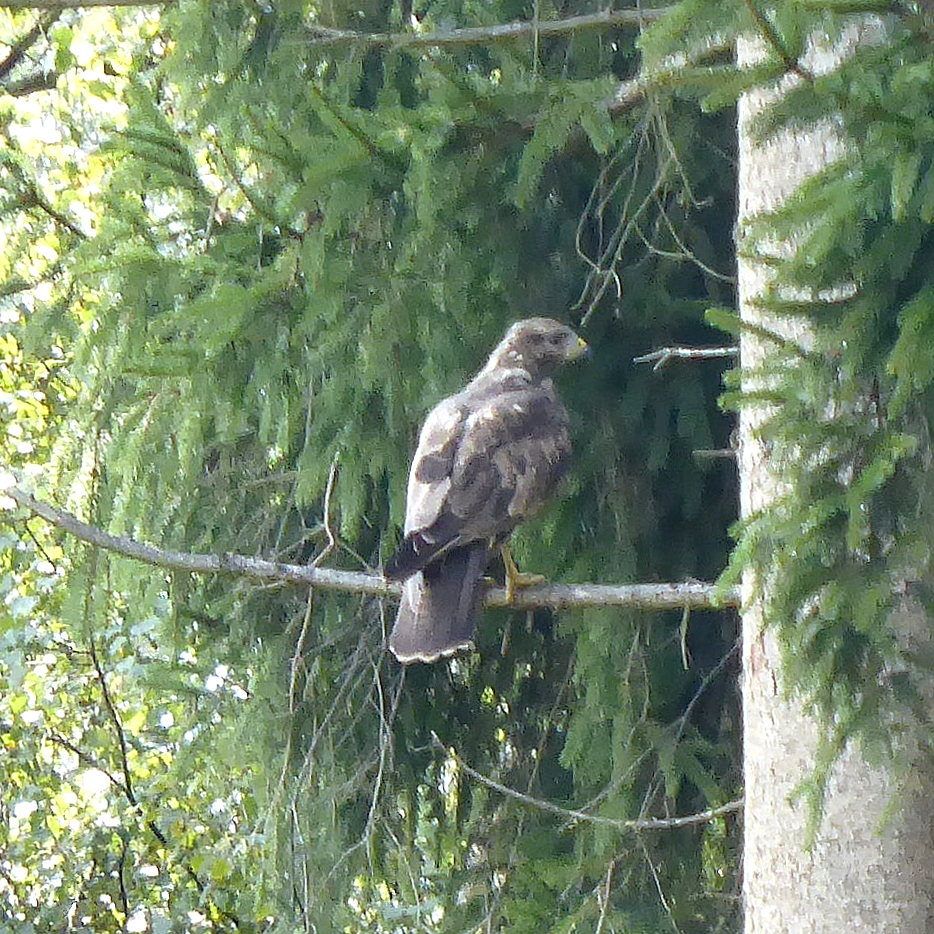
Greifvogel in einem Waldgebiet bei Mindelaltheim.

Im Gebiet der Mindel in der Nähe des Ortes finden sich Eisvogel, Wasseramsel, Bachstelze und Ringelnatter. Des Weiteren verursachen dort Biberfamilien die Aufstauung der Entwässerungsgraben, sowie Schäden an Feldern und Infrastruktur, dass – trotz Artenschutz – Exemplare dieser Spezies getötet werden dürfen. Was die Fischwelt betrifft, so bevölkern unter anderem Elritze, Nase, Quappe, Barbe und der Blaubandbärbling den eben genannten Fluss. Darüber hinaus werden in den zwischen Mindel und Dorfsiedlung gelegenen Fischteichen Karpfen, Forellen, Hechte, Zandern, sowie Kois gezüchtet (siehe Abschnitt Wirtschaft). Frösche, Ringelnattern, Enten, Blässhühner, Graugänse und Kormorane sind ebenfalls anzutreffen. Befall durch den Borkenkäfer führten im Sommer 2015 zur Rodung von Waldgebieten.

## Geschichte

### Namensgeschichte

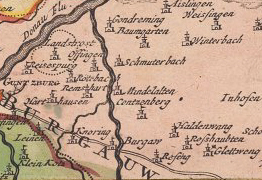
Mindelaltheim als Mindelalten auf einer Karte des 17. oder 18. Jahrhunderts

Grundwort des Ortsnamens ist das althochdeutsche heim (Haus, Heimat), welches durch das ebenfalls althochdeutsche Adjektiv alt (alt, früher vorhanden) genauer bestimmt wurde. Laut anderen – jedoch umstrittenen – Deutungen hängt heim sprachlich mit Hain zusammen bzw. rührt alt von Ala(c)h (ebenfalls Hain, Tempel) her. Auch wenn einige Orte im Landkreis Günzburg auf heim enden, ist Mindelaltheim doch die einzig entsprechend lautende Ansiedlung östlich der Mindel. Aufgrund der relativen Häufigkeit von Altheim in Süddeutschland (Donaualtheim, Zusamaltheim, diverse Orte namens Altheim), wurden Zusätze zur Namensdifferenzierung notwendig, von denen sich der Flussname Mindel- schließlich Ende des 14. Jahrhunderts durchsetzte. Erst wurde dieser an dem Ortsnamen angehängt, später schließlich vorangestellt. In der lokalen Mundart lautet der Ortsnamen [mendl̥āltə].
Einige der ältesten überlieferten Ortsnamen sind: Althain (1173), ze Althain daz gelegen ist an der Mindel (1386), ze Althain by Burgaw in der Mindel (1392) und Althain prope Hafenhouen.

### Ortsgeschichte

#### Siedlungsursprung

Schematische Karte der Umgebung Mindelaltheims in römischer Zeit:
Donau
Lage des heutigen Ortes Mindelaltheim
Römerstraßen, u. a.:
- gestrichelt: Via Julia von Günzburg nach Augsburg
- gepunktet: Abzweigung der Via Julia nordwärts
- durchgehend: Donausüdstraße
römische Kastelle und Siedlungen:
- G: Günzburg (Guntia)
- B: Bürgle bei Gundremmingen, spätantik
- A: Aislingen
- P: Faimingen (Phoebiana)
- AV: Augsburg (Augusta Vindelicorum)

Einige Hinweise deuten eine römische Besiedlung des Gebiets um Mindelaltheim an. Etwa der Zusatz -alt im Ortsnamen sowie die Identifizierung vielleicht römischer Quadersteine im Fundament der eben genannten Pfarrkirche. Wolfgang Wüst argumentiert weiterhin, dass Mindelaltheim älter als der alamannische Nachbarort Dürrlauingen sein könnte, da letzterer vermutlich im Zuge von späteren Rodungen talauf gegründet wurde. Karl Bader sieht zudem die von Fließgewässern entfernte Hanglage der Keimzelle des Dorfes als Indiz für einen römischen Gutshof (villa rustica). Eher gegen diese Hypothesen sprechen das Mauritiuspatrozinium der Pfarrkirche und das Fehlen von archäologischen Funden aus entsprechender Zeit.
Ungeachtet dessen wurde 15 v. Chr. das Gebiet um Mindelaltheim, als Teil des keltisch besiedelten Alpenvorlands, römisch besetzt:S. 54 und gehörte seit dem 1. Jahrhundert zur neueingerichteten Provinz Raetia et Vindelicia:S. 52, später zu Raetia secunda.:S. 54 Nördlich von Mindelaltheim befinden sich die Reste der Donausüdstraße und der angeschlossenen Kastelle, die bis zum 1. und wieder seit dem späten 3. Jahrhundert die Grenze zum unbesetzten Germanien jenseits der Donau bildeten.:S. 56–57 und 79–80 Außerdem verlief wenige Kilometer entfernt vom heutigen Ort Mindelaltheim die Römerstraße von Günzburg nach Augsburg sowie deren Abzweigung über die Donau bei Faimingen. Seit dem 3. Jahrhundert suchten Germanen Rätien kriegerisch heim, was zu einem wirtschaftlichen Niedergang und zur „regelrechte[n] Entvölkerung weiter Landstriche“ führte.:S. 101 Als Folge kam es zur Eingliederung von Germanen ins römische Heer sowie zur Ansiedlung in friedlicher Koexistenz mit den Bewohnern.:S. 100–105 Die römische Militärherrschaft über das Voralpenland brach im 5. Jahrhundert zusammen.:S. 92–95
Es folgte eine „mehr oder weniger friedliche“ Niederlassung der Alamannen auf dem Gebiet.:S. 129 Der Ortsnamen Mindelaltheim verweist durch den Bestandteil -heim auf eine solche Besiedlung,:S. 808 welche durch merowingische Gräberfunde 1979 bis 1989 in der Nähe der Pfarrkirche bestätigt wurde. Insgesamt wurden neun Reihengräber (hiervon zwei Kinderbestattungen) entdeckt, einige von ihnen wurden durch Bauarbeiten zerstört. Beigegeben wurde den Toten unter anderem edelmetallener Schmuck (verziert mit Schmucksteinen und Perlen), die Nachprägung einer byzantinischen Münze aus der Zeit Justinians, der Rest eines Langschwertes, sowie Bestandteile eines Pferdezaumzeuges. Besonders Letztgenannte weisen auf einen „frühen Ortsadel“ hin. Die Grabfunde sind als Bodendenkmal klassifiziert. Im Altlandkreis Günzburg beschränken sich germanische Landnahmen im versumpften Bereich der Mindel auf deren trockenes, östliches Tal.

#### Hoch- und Spätmittelalter
Im Jahre 1173 wurde der kleine Ort erstmals als Althain in einer Urkunde des Domkapitels Augsburg erwähnt. Hierbei wurde ein Gut in Mindelaltheim an den Kleriker Wortwinus des damaligen Augustinerchorherrenstifts Wettenhausen verliehen. Als Stifter der Pfarrei Mindelaltheim wird ein Ritter Heinrich von Ellerbach, genannt „Wolf“, erwähnt, welcher 1397 starb. Zu dieser Zeit unterstand das Dorf den Ellerbachs, mit Ausnahme der Vogteirechte, welche bei den Grafen von Werdenberg in Aislingen lagen. Im Jahr 1363 erwarb das Geschlecht von Steinheim die Rechte, die es weiter an die Herren von Leimberg verkaufte.
Das Dorf als Solches wurde 1403 vom Augsburger Domherr Heinrich von Ellerbach, ein Bruder des genannten „Wolf“ an die von ihm gegründete Kartause Buxheim verschenkt. Diese konnte sich auch die Vogteirechte zu Eigen machen. Bereits 1413 kaufte der Bürgermeister von Augsburg Lorenz Egen und dessen zweite Frau Dorothea Mindelaltheim. Von deren Sohn Peter Egen d. J. erwarb 25 Jahre später das Augsburger Dominikanerinnenkloster St. Katharina den Ort für 2450 Rheinische Gulden. Die Hohe Gerichtsbarkeit hatte vermutlich seit dem 12. Jahrhundert die Markgrafschaft Burgau inne.
Nach der Zuschlagung zum Katharinenkloster wurden im Amt Mindelaltheim zwei Pfleger eingesetzt, die bis 1715 sowohl dem Damenstift als auch der Reichsstadt Augsburg Rechenschaft schuldig waren.
Bereits um 1400 ist für Mindelaltheim eine Schmiede belegt, ein Fischrecht bei der Mindel geht sogar bis ins 14. Jahrhundert zurück.

#### Reformation und Frühe Neuzeit
Während des Bauernkrieges waren 20 Mindelaltheimer Mitglieder des Leipheimer Haufens, eine Vereinigung von ungefähr 5000 Bauern unter dem Prediger Hans Jakob Wehe, der sich am 4. April 1525 dem Schwäbischen Bundesheer bei Leipheim geschlagen geben musste.
Nachdem 1544 der altgläubige Pfarrer gestorben war, baten die Mindelaltheimer vom Augsburger Stadtrat um einen „christlichen Prädikanten“. Noch im selben Jahr nahm der Gundelfinger Prediger Hans Heß seine Tätigkeit in Mindelaltheim auf, musste jedoch auf Betreiben des Bischofs von Augsburg und des römisch-deutschen Königs das Dorf schon nach wenigen Monaten verlassen. Letzterer war nämlich im Besitz der Markgrafschaft Burgau. Im Zuge des Schmalkaldischen Krieges wurde 1546 noch einmal für kurze Zeit ein evangelischer Prädikant eingesetzt.
Angeblich verschonte der bayerische Kurfürst Maximilian II. Emanuel während des Spanischen Erbfolgekrieges 1702 das Dorf aufgrund dessen Zugehörigkeit zum Augsburger Katharinenkloster. Nach anderer Darstellung bezog er vom 2. bis zum 3. oder 4. September 1703 mit seiner Kavallerie zwischen Mindelaltheim und Burgau Stellung.
Seit 1626 wird eine Gastwirtschaft mit Badestube erwähnt, die sich an der Kreuzung der Straßen nach Konzenberg und Dürrlauingen befand. Diese wird seit dem 19. Jahrhundert Zum Grünen Baum genannt und besitzt zu dieser Zeit eine Brauerei samt Hopfengarten.

#### Umbrüche im 19. Jahrhundert
Für die Zeit der Koalitionskriege, in diesem Fall von 1806 bis ins Jahr 1810, schildern Aufzeichnungen des damaligen Mindelaltheimer Pfarrers eindringlich Einquartierungen, Plünderungen und „fast unerschwinglich[e]“ Zwangsabgaben von Seiten verschiedener durchziehender Verbände. Ein bemerkenswertes Beispiel dieser Requirierungen stellt die Verlegung eines angeblich „mehr als 1000 Mann stark[en]“ Lazaretts der Kaiserlichen Armee im August 1796 dar. Ungarische Husaren in ähnlicher Anzahl wurden nur wenige Tage später Dorf untergebracht. Im September desselben Jahres schließlich marodierten französische Truppen durch den Ort, indem sie Scheunen und Strohhaufen in Brand steckten, sowie Anwesen – nicht jedoch Pfarr- und Wallfahrtskirche – ausraubten.

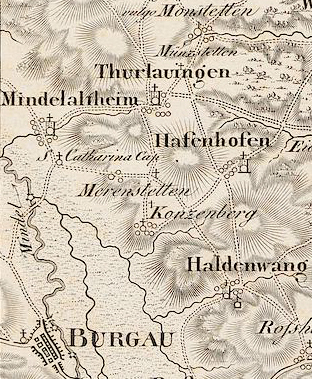
Die Umgebung Mindelaltheims auf einer zwischen 1798 und 1828 publizierten Karte; Man beachte die Brücke über die Mindel bei der Riedmühle.

Im Jahr 1802/3 endete im Zuge der Säkularisation die mehr als dreieinhalb Jahrhunderte währende Herrschaft des Katharinenklosters über Mindelaltheim. Der Ort war nun Teil des neuerrichteten Königreichs Bayern und wurde, nach einer kurzen Zugehörigkeit zum Landgericht Dillingen, in das Landgericht Günzburg eingegliedert.
In der Mitte des 19. Jahrhunderts eröffnet eine zweite Gastwirtschaft im Ort. Im Jahr 1913 eine Bahnhofsrestauration an der Zuglinie.

#### 20. Jahrhundert
Die Zeit des Nationalsozialismus endete in Mindelaltheim faktisch am 24. April 1945 durch kampflose Übergabe an Angehörige der 7. US-Armee. Nach dem Zweiten Weltkrieg wurden 205 Flüchtlinge dem Dorf zugeteilt, was einem Bevölkerungswachstum von circa 93 Prozent entsprach. Von sämtlichen Gemeinden des Altlandkreises Günzburg hatte Mindelaltheim somit die fünfthöchste Belastungsquote, welche durch Division der Einwohner- und Zugereistenzahl berechnet wurde. Bis weit in die Nachkriegszeit waren eine Vielzahl von Gewerbe in Mindelaltheim ansässig, von denen eine Keks- und eine Konservenfabrik (diese mit bis zu 86 Saisonarbeitern) nur zwei Beispiele sind.
Am 14. November 1966 flossen 10 bis 20 Tonnen (circa 30.000 Liter) Rohöl der Pipeline Genua-Ingolstadt aus einer Pumpstation bei Dürrlauingen. Die umweltschädliche Substanz breitete sich im Gebiet um Mindelaltheim aus. Insgesamt rief der Vorfall Sachschäden in Höhe von etwa einer halben Million DM hervor, rund 200 Feuerwehrleute waren mehrere Tage im Einsatz.
Die Neueste Geschichte des Ortes wird von der Gemeindereform in Bayern geprägt. Am 1. Mai 1978 wurde die bis dahin selbständige Gemeinde Mindelaltheim (ebenso wie Mönstetten) in die Gemeinde Dürrlauingen eingegliedert. Außerdem wurden drei Wohnbaugebiete freigegeben: Erst der Sonnenbühl (1965), dann der Weinberg (1982) mitsamt dem Söldholzweg. Alle drei genannten Areale befinden sich auf einem Hügel nordöstlich des Ortskerns. Im Jahr 1995 folgte schließlich das Baugebiet Am Anger in südlicher Richtung bei den Wiesen nahe der Bahnlinie.

### Einwohnerentwicklung

#### Frühe Indizien
|             | 1173 | 1393 | 1413 | 1438 | 1486 | 1492 | 1603 | 1626 | 1753 |
| ----------- | ---- | ---- | ---- | ---- | ---- | ---- | ---- | ---- | ---- |
| Wohngebäude | 1    | 4    | 12   | 16   | 13   | 13   | 16   | 23   | 24   |

#### 1808 bis 2017
Die folgende Auflistung zeigt punktuelle Anhaltspunkte zur Einwohnerentwicklung Mindelaltheims. Falls die Bevölkerungsziffern in den verwendeten Quellen nicht näher erläutert wurden, werden die Veröffentlichungsjahre der Werke als Datierung aufgeführt.
|            | 1808 | 1818 | 1823 | 1830  | 1831 | 1832 | 1839 | 1840 | 1852 | 1855 | 1858 | 1861 | 1863  | 1867 | 1870  |
| ---------- | ---- | ---- | ---- | ----- | ---- | ---- | ---- | ---- | ---- | ---- | ---- | ---- | ----- | ---- | ----- |
| „Kerndorf“ | 171  | 171  | 160  | 153 † | 171  | 150  | 185  | 179  | 182  | 154  | 164  | 152  | 166 † | 166  | 161 † |
| Riedmühle  | 171  | 5    | *    |       | 5    | 150  | 5    | 179  | 182  | 154  | 164  | 152  | 166 † | 166  | 161 † |

|            | 1871 | 1875 | 1880 | 1883 | 1885 | 1890 | 1895 | 1900 | 1905 | 1910 | 1919 | 1920 | 1925 | 1929 | 1933 |
| ---------- | ---- | ---- | ---- | ---- | ---- | ---- | ---- | ---- | ---- | ---- | ---- | ---- | ---- | ---- | ---- |
| „Kerndorf“ | 194  | 182  | 186  | 186  | 173  | 197  | 201  | 197  | 218  | 218  | 239  | 240  | 211  | 230  | 238  |
| Riedmühle  | 194  | 12   | 186  | *    | 12   | 197  | 201  | 14   | 218  | 218  | 239  | 240  | 18   | 230  | 238  |

|            | 1939 | 1946 | 1948 | 1950 | 1952 | 1961 | 1965 | 1970 | 1973 | 1978 | 1987 | 1998 | 2014 | 2017 | 2020 |
| ---------- | ---- | ---- | ---- | ---- | ---- | ---- | ---- | ---- | ---- | ---- | ---- | ---- | ---- | ---- | ---- |
| „Kerndorf“ | 230  | 431  | 444  | 405  | 421  | 353  | 336  | 410  | 360  | 410  | 472  | 510  | 550  | 527  | 536  |
| Riedmühle  | 230  | 431  | 444  | 27   | 421  | 10   | 336  | 16   | 360  | 16   | 12   | 510  | 550  | 527  | 536  |

Die Daten des folgenden Diagramms ergeben sich aus der Tabelle des vorhergehenden Abschnittes, wobei die Einwohnerdaten der von Kerndorf und – soweit vorhanden – der Riedmühle zusammengerechnet wurden.
Die Volkszählungen von 1875 und 1883 geben im Übrigen darüber Aufschluss, dass – trotz der katholischen Prägung des Dorfes – zu dieser Zeit Gläubige israelitischen Bekenntnisses im Ort wohnten.

## Politik
| Wappen von Mindelaltheim | Blasonierung: „Das Wappen Mindelaltheims zeigt unter von Gold und Grün gespaltenem Schildhaupt gespalten von Grün und Gold; vorne ein halbes, mit silbernen Messern besetztes goldenes Rad, hinten ein rotes Kleeblattdoppelkreuz.“ |
| Wappen von Mindelaltheim | Wappenbegründung: Das messerbesetzte Richtrad ebenso wie das Doppelkleeblattkreuz stammen aus dem Wappen des Augsburger Dominikanerinnenklosters, wobei Ersteres ein Attribut der heiligen Katharina von Alexandrien darstellt. Die Farben grün und gelb weisen indes auf das Adelsgeschlecht Ellerbach hin. Es ist jedoch anzumerken, dass in der Praxis eine Version des Wappens mit goldenen Messern verwendet wird. |

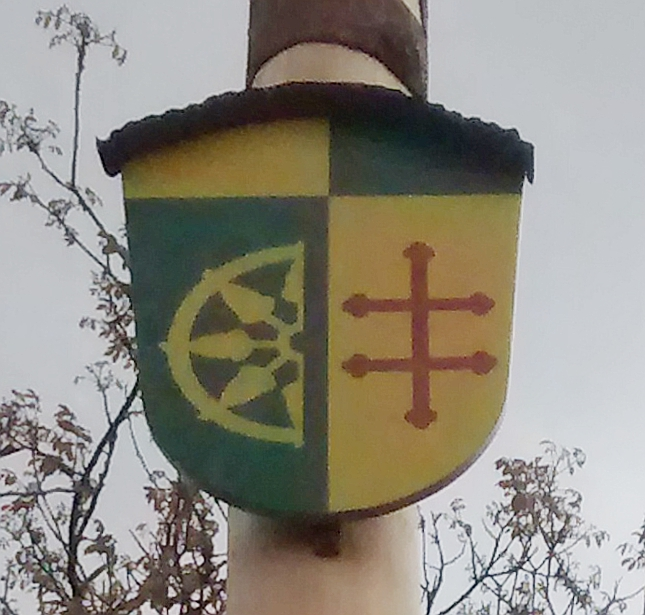
Wappen Mindelaltheims am Maibaum des Ortes

Da Mindelaltheim 1978 nach Dürrlauingen eingemeindet wurde, besitzt das Wappen heute keine Rechtskraft mehr.
Wappen von Mindelaltheim in der Datenbank des Hauses der Bayerischen Geschichte

## Sehenswürdigkeiten

### Wallfahrtskirche Heilig Kreuz
Die Wallfahrtskirche Heilig Kreuz  – als kunsthistorisch bedeutsamstes Bauwerk des Dorfes – befindet sich ist am südöstlichen Ortsrand von Mindelaltheim. Die Wallfahrt geht auf ein vom Bildhauer Christoph Rodt 1604 gefertigtes Kruzifix zurück, dem wundertätige Heilungen zugeschrieben wurden. Ein erster Kirchenbau erfolgte an der Pilgerstätte 1698, bereits ein halbes Jahrhundert später erweiterte Joseph Dossenberger das Gotteshaus. Anton Enderle malte in diesem Zusammenhang ein 29-teiliges Freskenprogramm an die Kirchendecke. Der Sakralbau genießt aufgrund seines kreuzförmigen Grundrisses und seiner Ausstattung „überregionale Bedeutung“.

### Pfarrkirche St. Mauritius

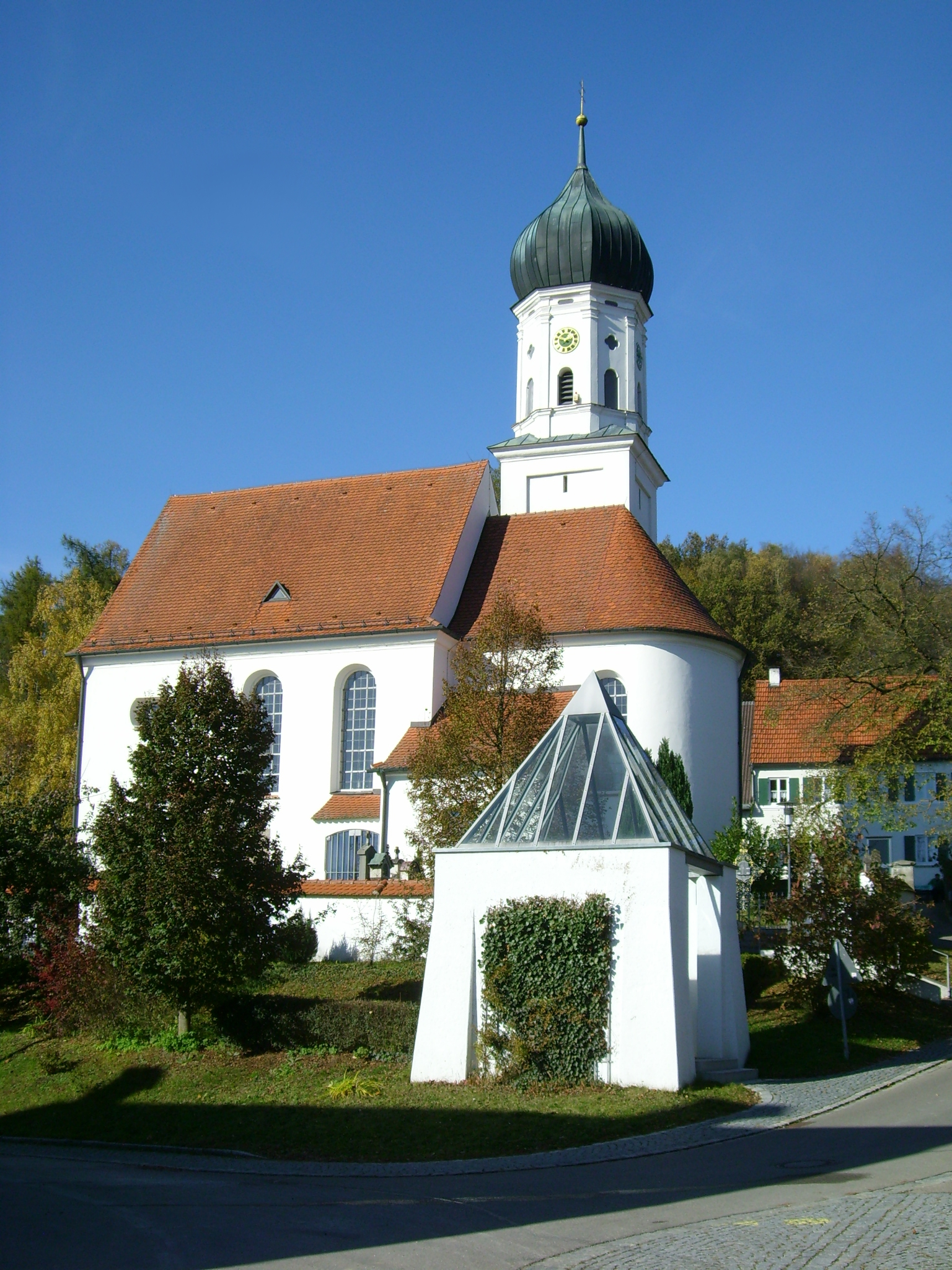
Die barocke Pfarrkirche St. Mauritius mit modernem Kriegerdenkmal

Die am Weinberg, in der Mitte des Ortes, gelegene Pfarrkirche St. Mauritius stammt vom Anfang des 18. Jahrhunderts. Bemerkenswert sind Rentabel-Altäre und einige Ausstattungsgegenstände. Kontrastiert wird das barocke Gebäude durch ein modernes Kriegerdenkmal mit Glasdach und Figur des Erzengels Michael.

### Dorfzentrum

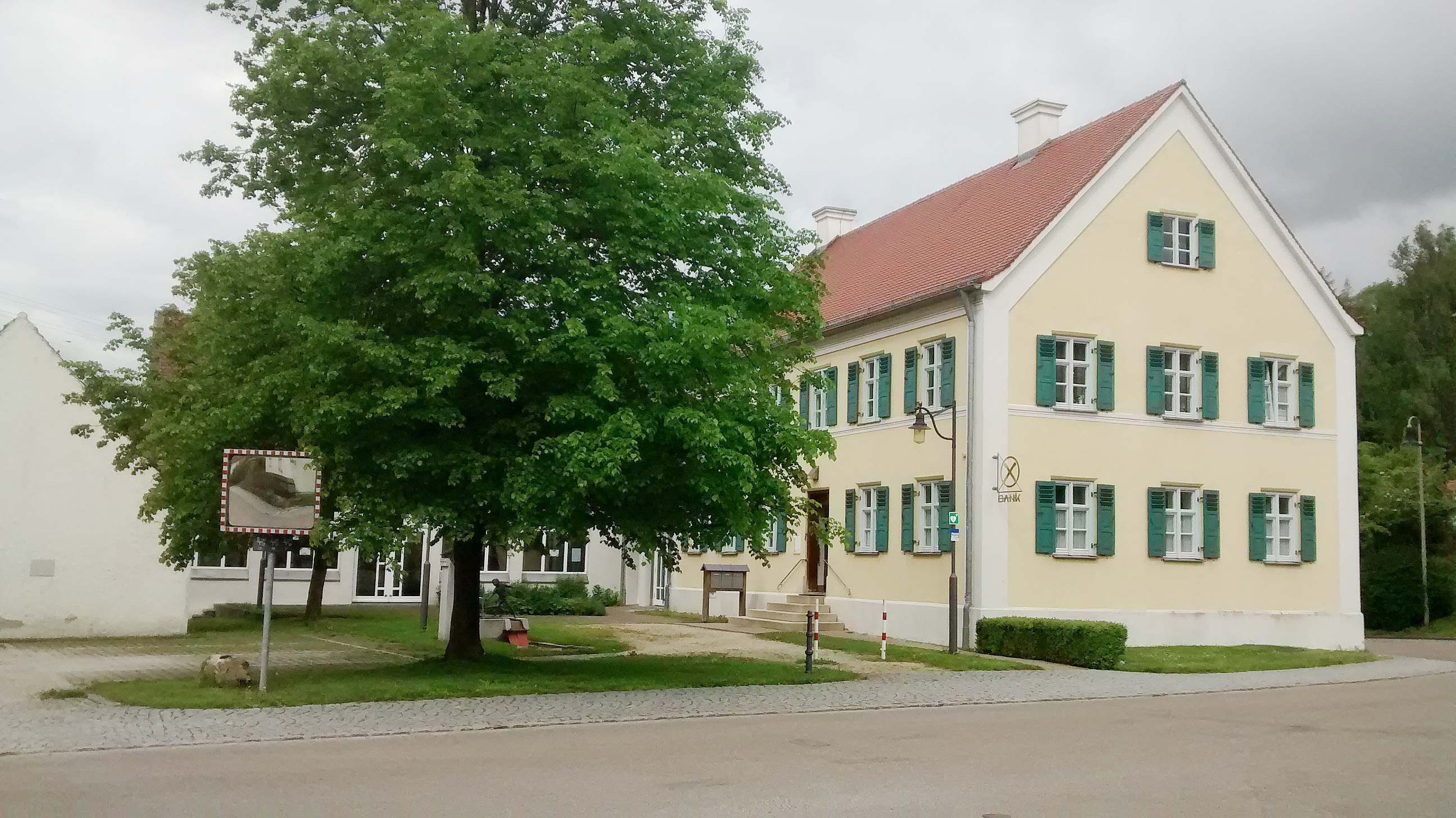
Das Dorfzentrum Mindelaltheim: Links der Lagerschuppen, im Zentrum das Saalgebäude (verdeckt von einem Baum), rechts der denkmalgeschützte Pfarrhof

Unterhalb der Pfarrkirche befindet sich das Mindelaltheimer Dorfzentrum. Es besteht aus einem Gebäudeensemble, welches sich um einen Vorplatz gruppiert.
Der denkmalgeschützte Pfarrhof wurde in seiner heutigen Form (mit Satteldach und Putzgliederung) 1864 erbaut und im Jahr 1997 restauriert. Ein entsprechendes Gebäude ist jedoch bereits in der Kolleffelkarte Mitte des 18. Jahrhunderts eingezeichnet. Im Pfarrhof sind seit den 1990er Jahren eine Privatwohnung sowie eine Bankfiliale untergebracht. In der Mitte des Dorfzentrums befindet sich seit 2003 ein Zierbrunnen, der das Sprichwort „Lieber den Spatz in der Hand, als die Taube auf dem Dach“ symbolisiert.
Weitere Gebäude des Ensembles sind zum einen ein Lagerschuppen, zum anderen ein Saalgebäude mit Küche, sowie – unterhalb – mit Schießanlage und Vereinsheim der Gemütlichen Schützen. Das Saalgebäude ist durch einen Trakt mit dem Pfarrhof verbunden und wurde in den Jahren 1992 bis 1995 vom Burgauer Architekten Arno Kohl entworfen sowie unter beträchtlicher Eigeninitiative der Dorfbewohner gebaut.

### Kapelle an der Straße nach Schnuttenbach

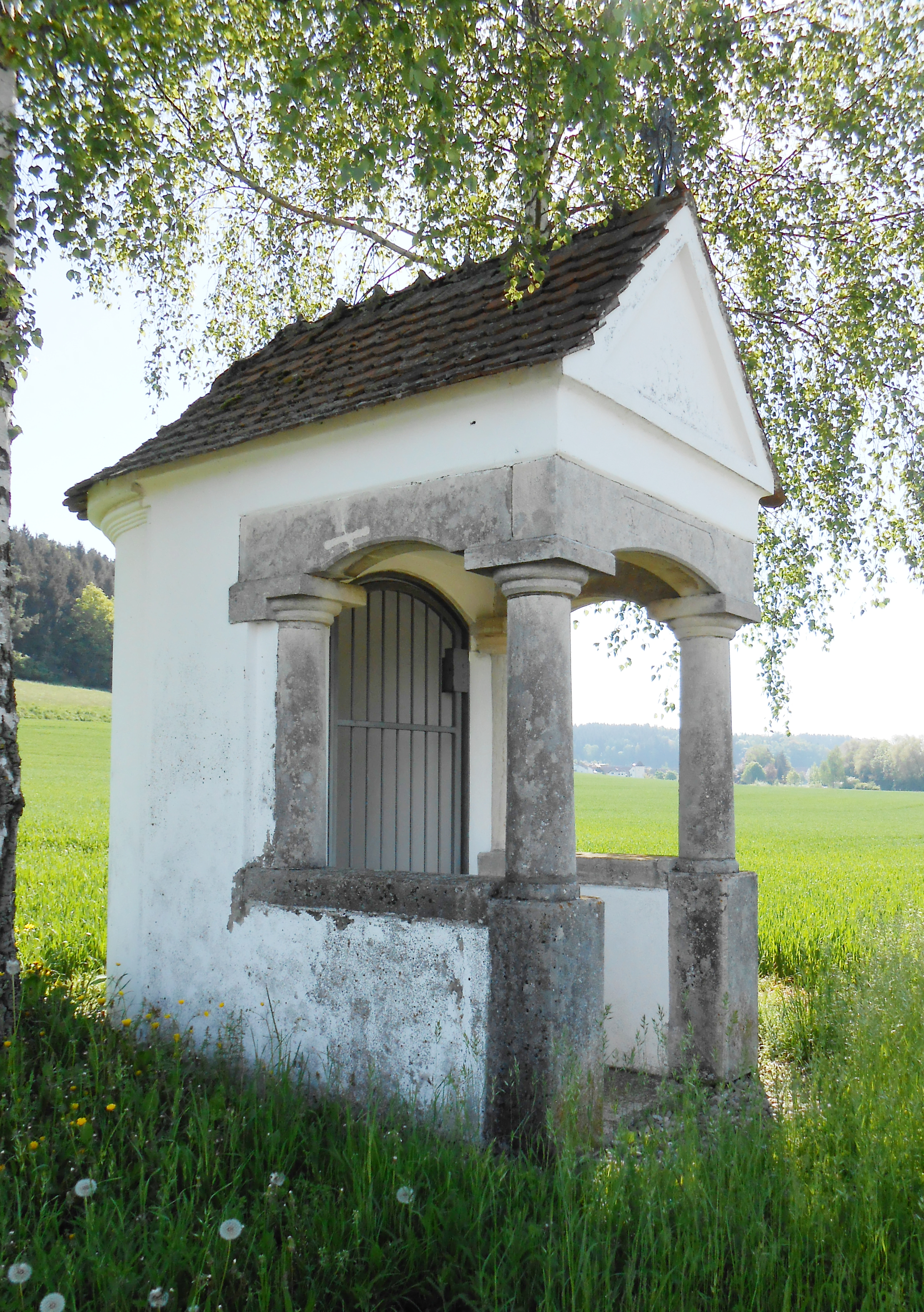
Die Kapelle an der Straße nach Schnuttenbach (weitere Bilder)

Zu den nennenswerten kleineren Bauwerken des Ortes gehört eine Kapelle an der Straße nach Schnuttenbach bei den so genannten Breiten. Sie stammte in ihrer ursprünglichen Form aus dem 18. Jahrhundert und wurde 1867 erweitert. Das Bauwerk, in dessen Inneren sich ein lebensgroßer Kerkerheiland hinter einem Gitter befindet, musste wegen Schienen- und Straßenbauarbeiten mehrmals versetzt werden.

### Bildstock im Pfarrwald
Der aus dem frühen 19. Jahrhundert stammende Bildstock im Mindelaltheimer Pfarrwald wurde Ende des vergangenen Jahrhunderts restauriert und barg bis in die 1950er Jahre eine spätgotische Madonna, die jetzt in der Heilig-Kreuz-Kirche ausgestellt ist.

## Wirtschaft
Heute befindet sich in Mindelaltheim ein Schlossereibetrieb, eine Kfz-Werkstatt, sowie – seit 1935 – einer der wenigen Fischzuchtbetriebe in Bayerisch-Schwaben, der Karpfenbestände hält. Dessen Weiher resultieren aus Torfstecharbeiten in der Zeit vom 19. Jahrhundert bis zum Zweiten Weltkrieg. Der Geflügelhof des Ortes wurde bis zum Juli 2016 betrieben, eine Filiale der Raiffeisenbank Aschberg (vormals Offingen) eG schloss Ende September des gleichen Jahres.
Das Dorf war bis in die Gegenwart von der Landwirtschaft geprägt. Von den einst ungefähr 40 Bauernhöfen sind heute jedoch nur mehr wenige nebenerwerbsmäßige Landwirtschaftsbetriebe erhalten.

## Verkehr

### Straßennamen
Es folgt eine Auflistung aller Gemeindestraßen des Ortes:
| Abb. | Straßenname             | Anmerkungen |
| ---- | ----------------------- | --- |
|      | Am Anger                | Der Begriff Anger entwickelte sich aus dem ahd. angar bzw. mdh. anger und beschreibt ein „wildgrünes“ Grasland oder einen Grasflecken |
|      | Angerheckweg            | Der Begriff Anger entwickelte sich aus dem ahd. angar bzw. mdh. anger und beschreibt ein „wildgrünes“ Grasland oder einen Grasflecken |
|      | Am Bildstöckle          | Siehe auch : Abschnitt zum Bildstock im Pfarrwald                                                                                     |
|      | Am Sonnenbühl           | Benannt nach dem ehemaligen, dort gelegenen Gasthauses Zur Sonne                                                                      |
|      | Am Weinberg             | Könnte auf früheren Weinbau hindeuten                                                                                                 |
|      | Bahnhofstraße           | Bezieht sich auf den Haltepunkt Mindelaltheim der Bahnlinie Augsburg-Ulm                                                              |
|      | Bei der Riedmühle       | Siehe auch : Abschnitt zur Riedmühle                                                                                                  |
|      | Direktor-Rimmele-Straße | Siehe auch : Abschnitt über die Persönlichkeiten des Dorfes                                                                           |

| Abb. | Straßenname        | Anmerkungen                                                                                   |
| ---- | ------------------ | --------------------------------------------------------------------------------------------- |
|      | Dossenbergerstraße | Siehe auch : Abschnitt über die Persönlichkeiten des Dorfes                                   |
|      | Im Ried            | Siehe auch : Abschnitt zur Riedmühle                                                          |
|      | Fischerweg         | Der Name weist wahrscheinlich auf die Fischweiher des Dorfes hin                              |
|      | Hirtengäßle        | Reminiszenz an das Mindelaltheimer Hirtenhaus, welches sich in der Nähe befand                |
|      | Kirchlesweg        | Benannt nach der Wallfahrtskirche Heilig Kreuz, die bisweilen als Kirchle bezeichnet wird     |
|      | Mühlweg            | Entspricht einem früheren Verbindungsweg zur Riedmühle                                        |
|      | Söldholzweg        | Basiert auf dem Begriff Söldner für Kleinbauern oder dem der Sölde, dessen Anwesen oder Grund |
|      | Urlesberg          | Benannt nach Waldbesitzungen des Mindelaltheimer Urlesbauern                                  |

Die Kreisstraße GZ 11 durchquert als Urlesberg von Dürrlauingen aus das Dorf, bis er sich mit der Staatsstraße 2025 im Ort kurz vereinigt. Letztere kommt von Schnuttenbach. Während sich die GZ 11 über die Mindelaltheimer Bahnbrücke in Richtung Burgau erstreckt, führt die Staatsstraße weiter nach Mehrenstetten. Um die Dorfbewohner vom Verkehrslärm zu entlasten, wurde in den 1990er Jahren eine Umgehungsstraße östlich des Ortskerns gebaut.

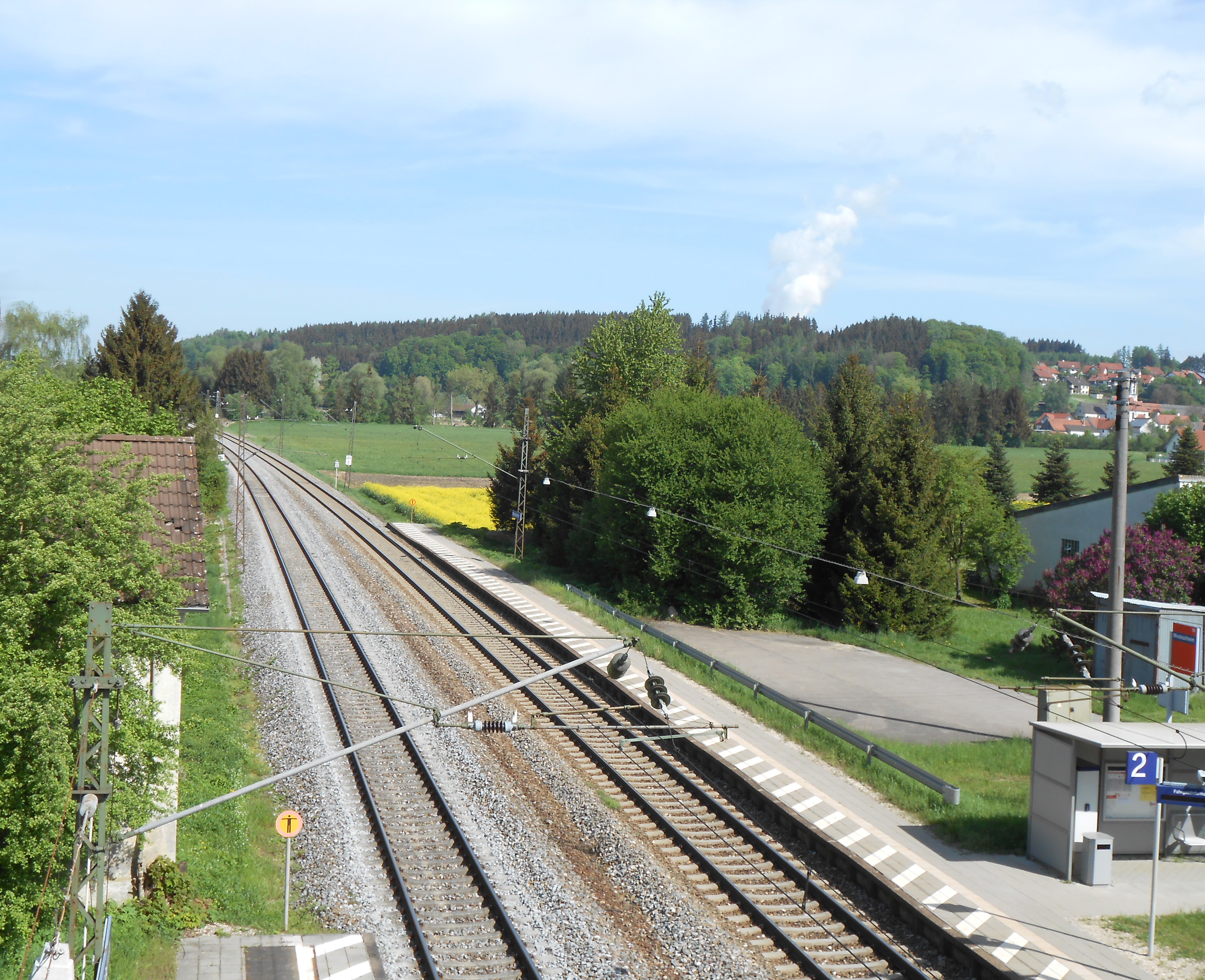
Blick von der Straßenbrücke oberhalb des Haltepunktes Mindelaltheim Richtung Offingen; im Hintergrund befindet sich das Kernkraftwerk Gundremmingen und das Dorf Mindelaltheim.

### Öffentlicher Verkehr
Am westlichen Ortsrand verläuft seit 1853 die Bahnlinie Augsburg–Ulm, an der sich der zweigleisige Haltepunkt Mindelaltheim auf einer leichten Kurve, direkt unter einer Straßenbrücke, befindet. Bis zum Februar 1971 war Personal an der Bahnanlage beschäftigt. Bis Mitte Dezember 2020 wurde Mindelaltheim als einziger Haltepunkt der Strecke im Zweistundentakt durch die Regional-Express-Linie 9 bedient, seitdem halten die Züge dort im Stundentakt. Der Verkehrsverbund Mittelschwaben versorgt drei Bushaltestellen im Ort mit insgesamt vier Linien. Darüber hinaus werden im Rahmen des Flexibus-Konzepts 25 Haltestellen in Mindelaltheim angefahren.

### Fahrradrouten
Mindelaltheim ist Bestandteil von mehreren offiziellen Fahrradrouten des Landkreises Günzburg bzw. des Bezirks Schwaben:
- Die Holzwinkeltour beginnt im Dorf und führt weiter über Dürrlauingen nach Osten über meist bewaldete Gebiete.[130]
- Der Mindeltal-Radweg, der dem Flussverlauf von der Quelle bis zur Mündung in die Donau folgt, durchquert den Ort.[131]
- Die Sieben-Schwaben-Tour[132]
- Die Schwäbische Kartoffeltour[133]
- Die Via Julia führt an der Riedmühle vorbei[134]

## Vereine
Es folgt eine Auflistung der noch bestehenden oder historischen Vereine des Ortes mit entsprechendem Gründungsdatum in Klammern:

### Bestehende Vereine
- Freiwillige Feuerwehr (1877)[135]
- Schützenverein Gemütliche Schützen (1903)[135]
- Soldaten- und Kameradschaftsverein (vor 1926)[135]
- Der Männergesangsverein Liederquell (1964) ist einer der letzten Männerchöre des Landkreises Günzburg und zählt auch Mitglieder aus Freihalden und Burtenbach in seinen Reihen.[135][136]
- Der Verein Kunst- und Kultur auf dem Dorf (2004) veranstaltet im örtlichen Dorfzentrum zwei Musikveranstaltungen pro Jahr, die durch die Kunstausstellungen umrahmt werden.[135][137]

### Historische Vereine
- Bei der Bruderschaft Der Todesangst Christi (17. Jahrhundert) handelte sich um einen Zusammenschluss von Männern und Frauen, die durch eine bestimmte Gestaltung ihres religiösen Lebens (wie etwa durch vorgeschriebene Gebete und Gottesdienste) eine Verschonung vor der Hölle zu erreichen erhofften. Bruderschaftskirche des bis ins 20. Jahrhundert bestehenden Vereins war die Heilig-Kreuz-Kirche.[135]
- Zu den Tätigkeiten des Raiffeisen-Darlehenskassenverein (1906) zählten neben der Gewährung von Geldkrediten der landwirtschaftliche Warenverkehr, das Wiegen von Vieh, sowie später die Lagerung (beispielsweise von Düngemitteln) im eigenen Lagerhaus.[135]

## Persönlichkeiten

### Ehrenbürger
- Max Rimmele (* 1877 in Mimmenhausen; † 1951 in Mindelaltheim) war seit 1937 bis zu seinem Tode Priester in Ruhestand in Mindelaltheim. Er ist einziger Ehrenbürger der selbstständigen Gemeinde Mindelaltheim. Nach ihm wurde die Direktor-Rimmele-Straße benannt.[107]

- Seit der Eingemeindung nach Dürrlauingen sind jedoch auch Mindelaltheimer zu Ehrenbürgern ernannt worden.[78]

### Söhne und Töchter des Ortes
- Kaspar Torrentinus SJ (* 1555 in Mindelaltheim; † 24. März 1635 in München) war Doktor beider Rechte, Professor für Kanonistik und später Kasuistik an der Universität Ingolstadt, sowie Freisinger Domherr. Er trat 1588 in die Societas Jesu ein. Seit 1594 war Torrentinus persönlicher Beichtvater des bayerischen Herzogs Wilhelm V.; eine Tätigkeit, welche er bis zum Tode Wilhelms im Jahr 1626 innehatte. Im selben Jahr wurde er schließlich Novizenmeister des Münchner Jesuitenkollegs.[138][139][140][141]

- Johann von Gott Bundschue (* 13. Mai 1784 in Mindelaltheim; † Frühjahr 1851 in Kempten) war Lyzeal-Professor in Kempten. Er war außerdem Verfasser mathematischer und theologischer Schriften.[142][143][144][145]

### Persönlichkeiten, die in Mindelaltheim gewirkt haben
Joseph Dossenberger (1721–1785) war Stiftsbaumeister in Wettenhausen und prägte durch sein Schaffen den Schwäbischen Barockwinkel. In Mindelaltheim erweiterte er 1754 die Wallfahrtskirche Heilig-Kreuz zu ihrer speziellen Kreuzesform. Nach ihm wurde die Dossenbergerstraße im Ortskern benannt.